# قائمة أنهج وشوارع مدينة تونس
هذه قائمة بأهم الشوارع والأنهج في مدينة تونس.

## أنهج المدينة العتيقة

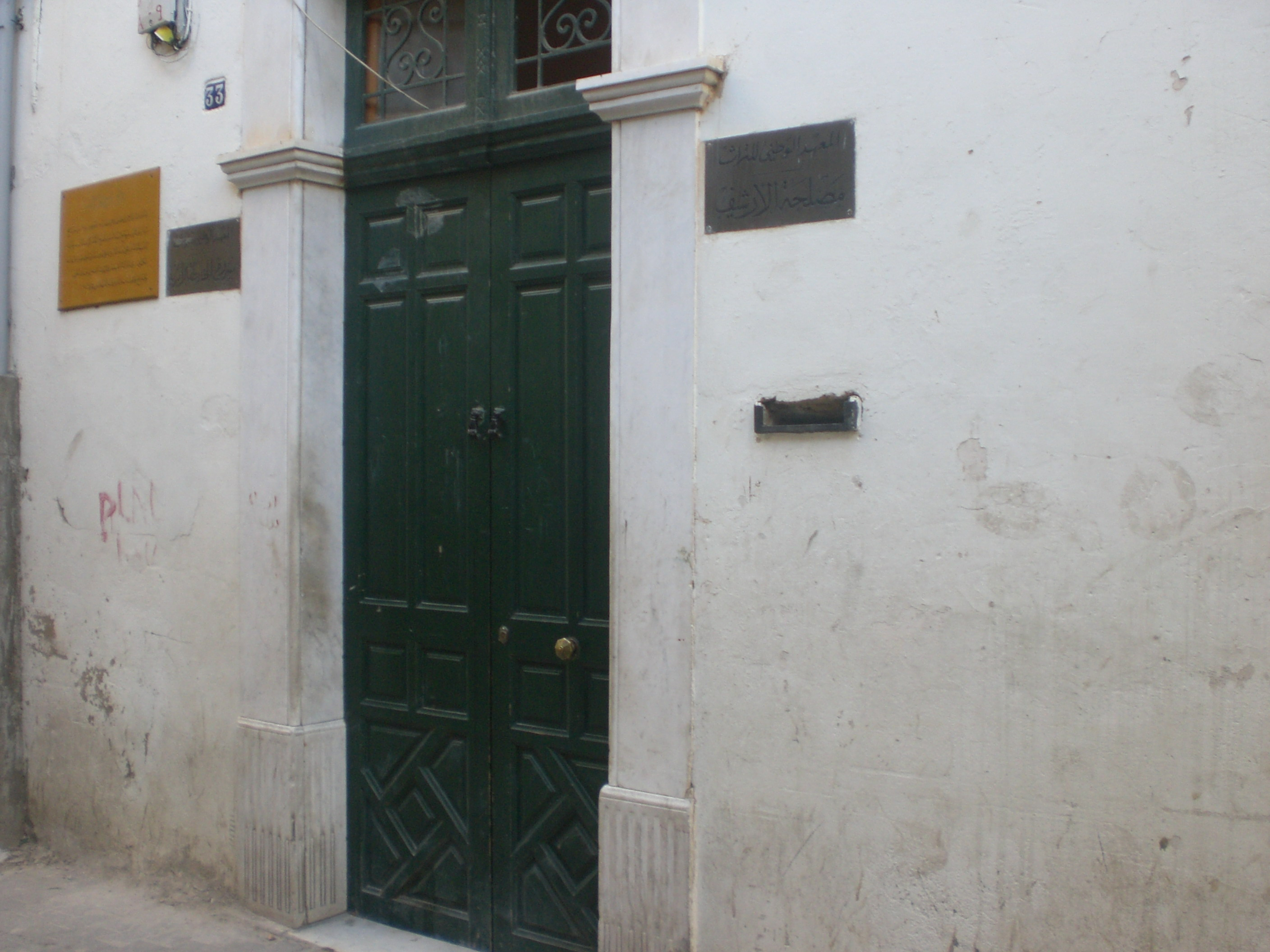
الدار التي ولد فيها ابن خلدون بنهج تربة الباي

- تربة الباي
- جامع الزيتونة
- الدباغين
- زرقون
- سيدي بن عروس
- الصباغين
- القصبة
- الكومسيون

## أنهج حزام المدينة العتيقة
- باب بنات
- باب جديد
- باب سويقة
- باب منارة
- الجزيرة
- المنجي سليم

## أنهج المدينة الحديثة

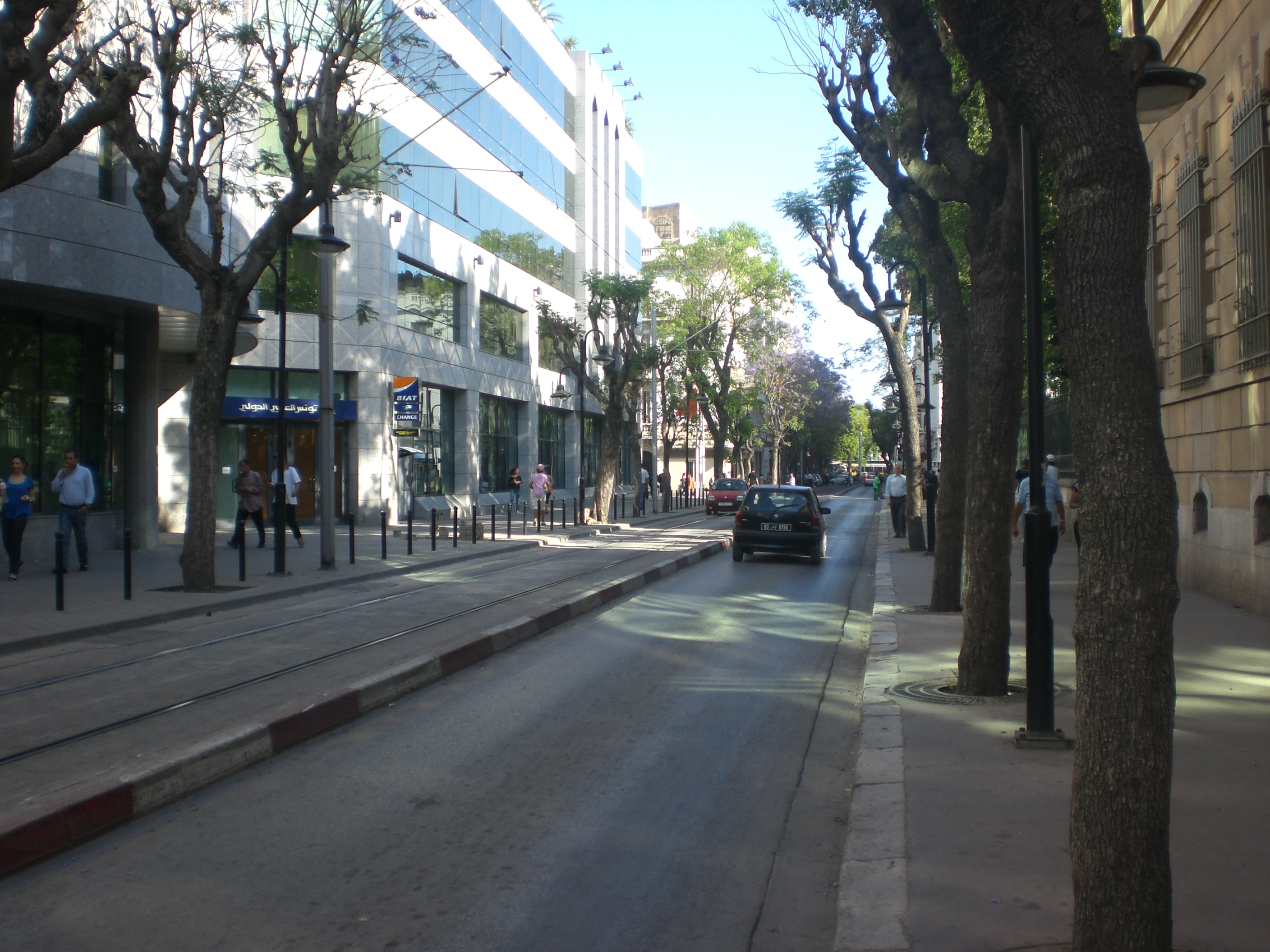
نهج هولندا بتونس

- إسبانيا
- أنقلترا
- الجزائر
- روسيا
- شارل ديغول
- الطيب المهيري
- عاصمة الجزائر
- فلسطين
- هولندا
- يوغسلافيا

## شوارع المدينة الحديثة

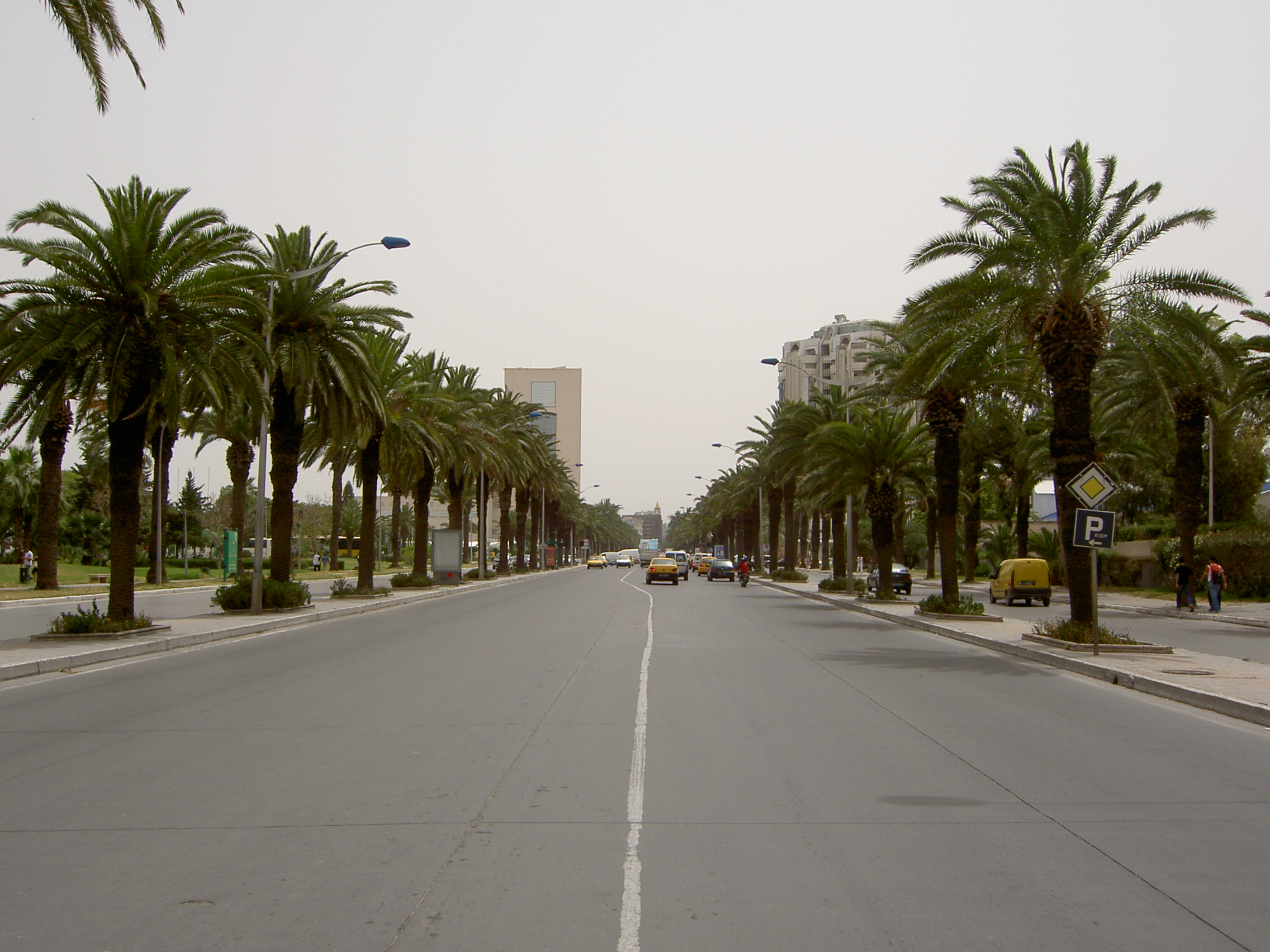
شارع محمد الخامس في اتجاه ساحة 14 جانفي 2011

- باريس
- جمال عبد الناصر
- الحبيب بورقيبة
- الحبيب ثامر
- الحرية
- فرنسا
- قرطاج
- محمد الخامس
- المغرب العربي
- الهادي شاكر
- محمد البوعزيزي
- 9 أفريل